# Iodes reticulata
Iodes reticulata är en tvåhjärtbladig växtart som beskrevs av George King. Iodes reticulata ingår i släktet Iodes och familjen Icacinaceae. Inga underarter finns listade i Catalogue of Life.